# Rajd Dunaju 1987
Rajd Dunaju 1987 (22. Dacia-Danube Rallye) – 22. edycja rajdu samochodowego Rajd Dunaju rozgrywanego w Rumunii. Rozgrywany był od 12 do 14 czerwca 1987 roku. Była to czwarta runda Rajdowego Pucharu Pokoju i Przyjaźni w roku 1987.

## Klasyfikacje rajdu
| Miejsce                | Kierowca               | Pilot                  | Samochód               | Czas                   | Strata                 |                        |
| Klasyfikacja generalna | Klasyfikacja generalna | Klasyfikacja generalna | Klasyfikacja generalna | Klasyfikacja generalna | Klasyfikacja generalna | Klasyfikacja generalna |
| ---------------------- | ---------------------- | ---------------------- | ---------------------- | ---------------------- | ---------------------- | ---------------------- |
| 1.                     | Ludovic Balint         | Constantin Zarnescu    | Dacia 1310             |                        | 0.0                    |                        |
| 2.                     | Constantin Duval       | Gheorghe Nemeș         | Oltcit 12 TRS          |                        |                        |                        |
| 3.                     | Florin Nuta Voda       | Radu Dumitriu          | Dacia 1310             |                        |                        |                        |
| 4.                     | Stefan Vasile          | Ovidiu Scobai          | Dacia 1310             |                        |                        |                        |
| 5.                     | Nicolae Andrei         | Gheorge Barbu          | Dacia 1310             |                        |                        |                        |
| 6.                     | Ionel Malaut           | Dan Ionescu            | Dacia 1310             |                        |                        |                        |
| 7.                     | Florentin Mateescu     | Cornel Motoc           | Dacia 1310             |                        |                        |                        |
| 8.                     | Alexandru Botezan      | Septimiu Popa          | Dacia 1310             |                        |                        |                        |
| Klasyfikacja CoPaF     |                        |                        |                        |                        |                        |                        |
| 1.                     | Vallo Soots            | Toomas Putmaker        | Lada VAZ 2105 VFTS     | 2:59:51                | 0.0                    |                        |
| 2.                     | Pavel Sibera           | Petr Gross             | Škoda 130 LR           | 3:01:31                | +1:40                  |                        |
| 3.                     | Raido Rüütel           | Tõnu Vunn              | Lada VAZ 2105 VFTS     | 3:05:15                | +5:24                  |                        |
| 4.                     | Georgi Petrov          | Atanas Yordanov        | Lada VAZ 2105 VFTS     | 3:05:37                | +5:46                  |                        |
| 5.                     | Zdeněk Pipota          | Pavel Šedivý           | Škoda 130 LR           | 3:05:50                | +5:59                  |                        |
| 6.                     | Nikolay Bolshikh       | Igor Bolshikh          | Lada VAZ 2105 VFTS     | 3:06:28                | +6:37                  |                        |
| 7.                     | Václav Blahna          | Pavel Schovánek        | Lada VAZ 2105 VFTS     | 3:10:17                | +10:26                 |                        |
| 8.                     | Ludovic Balint         | Constantin Zarnescu    | Dacia 1310             | 3:13:52                | +14:01                 |                        |
| 9.                     | Florin Nuta Voda       | Radu Dumitriu          | Dacia 1310             |                        |                        |                        |

| 1. | ZSRR           | 9:11:34 |
| 2. | Czechosłowacja | 9:17:38 |
| 3. | Bułgaria       |         |
| 4. | Rumunia        |         |
| 5. | Węgry          |         |